# Красновское сельское поселение (Кимрский район)
Красновское се́льское поселе́ние — муниципальное образование в составе Кимрского района Тверской области России.

На территории поселения находятся 24 населенных пункта. Центр поселения — село Красное.

Образовано в результате муниципальной реформы в 2005 году, включило в себя территорию Красновского и часть Лосевского сельских округов.

## Географические данные
- Общая площадь: 106,6 км².
- Нахождение: северная часть Кимрского района.
  - Граничит:
    - на севере — с Кашинским районом, Славковское СП
    - на востоке — с Кашинским районом, Верхнетроицкое СП
    - на юге — с Печетовским СП
    - западе — с Быковским СП
    - на западе —

Главная река — Медведица, по границе с Кашинским районом.
Поселение пересекает автодорога «Кушалино — Горицы — Кашин».

## Население
| 2005 | 2010 | 2011 | 2012 | 2013 | 2014 | 2015 |
| ---- | ---- | ---- | ---- | ---- | ---- | ---- |
| 491  | ↘401 | ↘399 | ↗410 | ↗415 | ↗421 | ↘391 |
| 2016 | 2017 | 2018 | 2019 | 2020 | 2021 |      |
| ↘379 | ↘357 | ↘345 | ↘337 | ↘330 | ↗395 |      |

## Населенные пункты
На территории поселения находятся следующие населённые пункты:
| №  | Тип нп | Название          | Население (2008 год) |
| -- | ------ | ----------------- | -------------------- |
| 1  | дер.   | Алешово           | 14                   |
| 2  | дер.   | Веска             | 17                   |
| 3  | дер.   | Воробьево         | 9                    |
| 4  | дер.   | Глазачево         | 7                    |
| 5  | дер.   | Горка             | 5                    |
| 6  | дер.   | Городище          | 0                    |
| 7  | дер.   | Грибово           | 1                    |
| 8  | дер.   | Гридино           | 5                    |
| 9  | дер.   | Колпачиха         | 0                    |
| 10 | дер.   | Колюбеево         | 9                    |
| 11 | дер.   | Константиново     | 5                    |
| 12 | дер.   | Константиново     | 6                    |
| 13 | село   | Красное           | 145                  |
| 14 | дер.   | Лосево            | 149                  |
| 15 | дер.   | Малое Перечистово | 4                    |
| 16 | дер.   | Обутьково         | 9                    |
| 17 | дер.   | Подъелье          | 13                   |
| 18 | дер.   | Поляна            | 19                   |
| 19 | дер.   | Прокунино         | 7                    |
| 20 | дер.   | Сергово           | 2                    |
| 21 | дер.   | Скорнево          | 12                   |
| 22 | дер.   | Сотница           | 3                    |
| 23 | дер.   | Старово           | 10                   |
| 24 | дер.   | Шумилово          | 7                    |

### Бывшие населенные пункты
На территории поселения исчезли деревни: Алферово, Болусниха, Большое Перечистово (она, по рассказам одного из жителей деревни Малое Перечистово, целиком сгорела), Жирихово, Лежнево, Мироновка, Новая Заря, Хухлово, Чириково и другие.

## История
В середине XIX-начале XX века деревни поселения относились к Красновской и Яковлевской волостям Корчевского уезда.
В XIX веке здесь находились вотчины нескольких помещиков, в том числе подполковника Александра Семеновича Мусина-Пушкина. его сына инженер-майора Иллариона Александровича Мусина-Пушкина.
В Кашинской Переписной книге за 1678 год запись: "Село Красное а в нем церковь Божия Пречистые Богородицы Казанские в той же церкви престол Чюдотворца Макария другая церковь теплая престол Ефимия Суздалского Чюдотворца да в томже селе двор монастырьской а в нем живут монастырские слушки на приказех переменяяся другой монастырской двор воловей в нем живут служебник Афонка Иванов сын Напанов у него дети Потапко тринадцати лет Антошка осми лет Кондрашка шти лет Никитка четырех лет Фофанко мал. Во дворе поп Иван Яковлев, во дворе дьячек Васка Степанов, во дворе просвирница Маренца у нее внук Митка осми лет да на погосте беспахотных бобылей. Во дворе Васка Иванов Губин у него сын Тишка трех лет, во дворе Никитка Иванов Прямухин древен у него дети Нестерка Ивашко осмнадцати лет, во дворе Ивашко Федоров Желудев слеп у него пасынок Фетка Иванов сын Напалков, во дворе Сашка Иванов сын Иванищев у него сын Тимошка осмнадцати лет да бобыль Мишка Иванов сын Напалков у него Ивашко осми лет а кормитца Христовым именем в мире".
Клировая ведомость за 1796 год свидетельствует: "Церковь Казанская, деревянная, постр. 1752 года. Свящ. Иван Яковлев, 42 л., из богословии, посвящен 1778 г. Церков. земли 42 дес.; 10 деревень; прих. дворов 11; душь м. п. 372, ж. п. 375".
В исповедной росписи 1753 г. показан «священник Иаков Евфимиев, 34 л.; в прих. 39 дворов; 472 д. об. п. в 1766 г. свящ. тот же. Каменная церковь застроена с 1794 г.; придел преп. Макария освящен в 1800 г.»
Строительство Казанской церкви завершено в 1808 году, распространена в 1882 году, каменная, престола три: в холодной Казанской Божией Матери, в теплой Макария Калязинского Чудотворца и Всех Святых.
В советское время церковь не закрывалась, находится в удовлетворительном состоянии. На средства прихожан-верующих регулярно проводится ремонт стен, полов, крыши, купола, оконных рам. В начале 70-х годов после закрытия Спасо-Стельковской церкви (ныне Кашинский район) многие иконы, предметы церковной утвари были вывезены из с. Стельково и водворены в Красносельский храм.

## Известные люди
Уроженец деревни Дубьё Герой Советского Союза Иван Васильевич Федоров.